# Euchromius
Euchromius is een geslacht van vlinders van de familie grasmotten (Crambidae), uit de onderfamilie Crambinae.

## Soorten
- E. anapiellus (Zeller, 1847)
- E. aris Schouten, 1988
- E. bella (Hübner, 1796)
- E. bleszynskiellus Popescu-Gorj, 1964
- E. bleszynskii Roesler, 1975
- E. brunnealis Hampson, 1919
- E. cambridgei (Zeller, 1867)
- E. circulus Schouten, 1992
- E. confusus Schouten, 1992
- E. cornus Schouten, 1990
- E. discopis (Hampson, 1919)
- E. donum Schouten, 1988
- E. ernatus Schouten, 1992
- E. erum Schouten, 1988
- E. galapagosalis Capps, 1966
- E. gartheellus Derra, 1985
- E. geminus Schouten, 1988
- E. gnathosellus Schouten, 1988
- E. gozmanyi Błeszyński, 1961
- E. gratiosella (Caradja, 1910)
- E. gratiosellus Caradja, 1910
- E. hampsoni (Rothschild, 1921)
- E. jaxartella Erschoff, 1874
- E. keredjella Amsel, 1949
- E. klimeschi Błeszyński, 1961
- E. kuphitincta Lucas, 1898
- E. labellum Schouten, 1988
- E. limaellus Błeszyński, 1967

- E. locustus Schouten, 1988
- E. malekalis Amsel, 1961
- E. matador Błeszyński, 1966
- E. micralis Hampson, 1919
- E. minutus Schouten, 1992
- E. mouchai Błeszyński, 1961
- E. mythus Błeszyński, 1970
- E. nigrobasalis Schouten, 1988
- E. nivalis Caradja, 1937
- E. pulverosa Christoph, 1886
- E. pygmaea Hering, 1903
- E. ramburiellus (Duponchel, 1836)
- E. rayatella Amsel, 1949
- E. rayatellus (Amsel, 1949)
- E. roxanus Błeszyński, 1965
- E. saltalis Capps, 1966
- E. scobiolae Błeszyński, 1965
- E. subcambridgei Błeszyński, 1965
- E. sudanellus Błeszyński, 1965
- E. superbella Zeller, 1863
- E. superbellus (Zeller, 1849)
- E. tanalis Schouten, 1988
- E. viettei Błeszyński, 1961
- E. vinculella Zeller, 1847
- E. vinculellus (Zeller, 1847)
- E. zaguljaevi Błeszyński, 1965
- E. zephyrus Błeszyński, 1962